# 神奈川県獣医師会
公益社団法人神奈川県獣医師会（こうえきしゃだんほうじんかながわけんじゅういしかい、英称 Kanagawa Veterinary Medical Association）は、神奈川県知事所管の神奈川県の獣医師を会員とする公益法人。

## 本部所在地
- 〒235-0007 神奈川県横浜市磯子区西町14-3 神奈川県畜産センター内

## 業務内容
- 獣医師会員の学術技能向上のための研修会・講習会事業等の実施
- 神奈川県との動物に関する連携事業
- 疾病している野鳥の保護・救護
- 県内各学校で飼われている動物の飼育指導
- 神奈川県内各市区町村との動物に関する連携事業
- 狂犬病の予防接種・防止活動